# Közép-Olaszország
Közép-Olaszország (olaszul: Italia centrale vagy éppen Centro) egyike azon öt hivatalos statisztikai régiónak Olaszországban, amelyet a Nemzeti Statisztikai Intézet (ISTAT) használ, az első szintű NUTS-régió és az Európai Parlament választókerülete.

## Népesség
Közép-Olaszországnak 2007-ben 11 675 578 lakosa volt; nyolc városnak volt több mint 100 000 lakosa.
| Város   | Lakosság  | Régió    |
| ------- | --------- | -------- |
| Róma    | 2.718.768 | Latium   |
| Firenze | 364.710   | Toszkána |
| Prato   | 185.603   | Toszkána |
| Perugia | 163.287   | Umbria   |
| Livorno | 160.949   | Toszkána |
| Latina  | 115.490   | Latium   |
| Terni   | 110.933   | Umbria   |
| Ancona  | 101.424   | Marche   |

## Fordítás
- Ez a szócikk részben vagy egészben  a   Mittelitalien című német Wikipédia-szócikk ezen változatának fordításán alapul.  Az eredeti cikk szerkesztőit annak laptörténete sorolja fel. Ez a jelzés csupán a megfogalmazás eredetét és a szerzői jogokat jelzi, nem szolgál a cikkben szereplő információk forrásmegjelöléseként.